# Сеньория Фрисландия
Сеньория Фрисландия — вассальное государственное образование, созданное в 1498 году императором Максимилианом I на территории Западной Фризии.

## История
Фризские земли долгое время успешно сопротивлялись установлению над собой феодальной власти. Однако в конце XIV века там разразилась гражданская война, длившаяся весь XV век. Этим воспользовались соседи. В 1464 году император Фридрих III сделал Ульриха I из семьи Кирксена графом Восточной Фризии, которая стала государством в составе Священной Римской империи. В 1498 году сын Фридриха — император Максимилиан I — сделал своего верного сторонника Альбрехта III штатгальтером Фрисландии.
По завещанию Альбрехта Фрисландия отошла после его смерти его третьему сыну Георгу. Георгу пришлось усмирять непокорных фризов в ходе Гельдернской войны. В 1515 году Георг продал свой фризский титул Карлу Габсбургу, который, однако, в результате получил реальный контроль лишь над несколькими городами — Леуварденом, Харлингеном и Франекером.
В 1519 году Карл был избран королём Германии, в 1520 году провозгласил себя императором Священной Римской империи, а в 1522 году отправил армию под руководством Георга Шенка фон Таутенберга для подавления восстаний в непокорных частях Нидерландов. В 1523 году Фон Таутенберг изгнал гельдернские войска из Фризии и разбил местных повстанцев. Фрисландия окончательно перешла под власть Габсбургов, а Фон Таутенберг был назначен её штатгальтером.
В период 1528—1584 годов штатгальтер Фрисландии одновременно являлся штатгальтером Оверэйссела.
Согласно Прагматической санкции 1549 года, сеньория стала частью Бургундского округа и вошла в состав Семнадцати Нидерландских провинций.
В 1566 году Фрисландия присоединилась к антииспанскому восстанию. Назначенный в 1577 году штатгальтером Жорж де Лаленг (граф Ренненберг) попытался примирить повстанцев с властями. Однако в 1579 году началась Нидерландская революция, и Фрисландия присоединилась к Утрехтской унии. Начиная с 1584 года штатгальтеры Фрисландии принадлежали к Оранскому дому.
Сеньория Фрисландия прекратила своё существование в 1795 году, когда французскими оккупантами была создана марионеточная Батавская республика.